# Apple Card

Apple Card — це кредитна картка, створена компанією Apple Inc. та видана компанією Goldman Sachs, розроблена в основному для використання з Apple Pay на пристроях Apple, таких як iPhone, iPad, Apple Watch або Mac.
6 серпня 2019 року запрошення на попередній попередній перегляд почали надсилатись випадковим чином вибраним користувачам, які раніше підписалися на повідомлення електронною поштою до офіційного запуску Apple Card.
Карту було анонсовано на спеціальному заході Apple 25 березня 2019 року.
Користувачі подають заявку на Apple Card безпосередньо з програми Apple Wallet. Якщо додаток користувача буде затверджено, його цифрова карта Apple стає доступною для використання на всіх їх пристроях, миттєво.
Користувачі також можуть замовити фізичну картку для використання в місцях, де не приймаються безконтактні платежі.
Окрім цифрової картки, яка використовується для безконтактних платежів, користувачі отримують 16-значний номер віртуальної картки, який можна використовувати на вебсайтах та у програмах, які не приймають Apple Pay. Деталі цієї віртуальної картки надаються в iCloud Keychain користувача, щоб їх можна було автоматично заповнити в онлайн-формах, а не вводити їх вручну. Зокрема, CVC2 Apple Card автоматично заповнюється Safari, на відміну від інших кредитних карток, що зберігаються в iCloud Keychain, для яких потрібен вручну ввести їх код безпеки.
Користувачеві, який підозрює, що номер віртуальної картки порушено, може миттєво перевипустити свою віртуальну картку.
Платіжна картка буде доступна влітку 2019 року.
Повідомляється, що карта буде діяти тільки на території США.

## Переваги
Карта має 2 % кешбеку «Daily Cash» за кожну покупку з використанням Apple Wallet, 3 % за кожну покупку у сервісах Apple та 1 % за використання фізичної карти.

## Конфіденційність
На iPhone для Apple Card створюється унікальний номер картки, який зберігається в спеціальному чипі безпеки, що використовується Apple Pay. Кожна покупка безпечна, тому що вона авторизована за допомогою Face ID або Touch ID і одноразового унікального динамічного коду безпеки. Унікальна архітектура безпеки і конфіденційності, створена для Apple Card, означає, що Apple не знає, де покупці робили покупки, що вони купили або скільки заплатили. Також повідомляється, що дані про покупки та баланс не будуть передані третім особам .

## Партнерство
Apple співпрацює з Goldman Sachs і Mastercard, щоб забезпечити підтримку банку-емітента та глобальної мережі платежів.

## Фізична карта
Apple також розробила титанову Apple Card для покупок в місцях, де Apple Pay ще не приймається до оплати. На карті не вказано її номер, код безпеки, термін дії і підпис власника .